# W poszukiwaniu utraconej chwały
W poszukiwaniu utraconej chwały (ang. Quest for Lost Heroes) – powieść fantasy brytyjskiego pisarza Davida Gemmella. Wydana w 1990 roku. Opowiada o grupie "starych przyjaciół", którzy wyruszają do wysp Nadir aby uratować porwaną dziewczynę.
Książka była czwartą powieścią wydaną w ramach Sagi Drenajów. Biorąc jednak pod uwagę chronologie świata powieści, jest ósma w kolejności.
W Polsce została wydana w 1997 roku nakładem wydawnictwa Zysk i S-ka w przekładzie Zbigniewa A. Królickiego i Barbary Kamińskiej. Pierwsze polskie wydanie miało 322 strony (ISBN 83-7150-278-8). Brak informacji co do wznowienia książki przez wydawnictwo Mystery.